# Ophiuche lipara
Ophiuche lipara är en fjärilsart som beskrevs av Drjuce 1890. Ophiuche lipara ingår i släktet Ophiuche och familjen nattflyn. Inga underarter finns listade i Catalogue of Life.